# Porcupine No. 395 (Saskatchewan)
Porcupine è una municipalità rurale della provincia canadese del Saskatchewan, nella Divisione N.14. Fa parte della SARM Division No. 4.
Secondo il censimento del 2024, la municipalità aveva 731 abitanti.

## Geografia

### Località
Le seguenti località rientrano nella municipalità rurale di Porcupine:
- Carragana (soppresso come villaggio il 25 marzo 1998[4])
- Dillabough
- Doncrest
- High Tor
- Lens
- McElhanney
- Prarie River
- Silas
- Somme

## Storia
Il 28 febbraio 1944 Porcupine è stato incorporato come municipalità rurale.